# منطقه تلفومین
منطقه تلفومین یکی از منطقه های استان سپیک غربی واقع در کشور پاپوآ گینه نو می باشد. مرکز این منطقه تلفومین است. این منطقه خود از ۴ فرمانداری محلی تشکیل می گردد که هر فرمانداری به منظور سهولت در امر آمارگیری خود به چند بخش تقسیم می شود.

## تقسیمات
این منطقه دارای ۴ فرمانداری محلی است که اسامی آن ها به شرح زیر است:
- فرمانداری محلی روستایی نامئا
- فرمانداری محلی روستایی اوکساپمین
- فرمانداری محلی روستایی تلفومین
- فرمانداری محلی روستایی یاپیسه